# Lepturges serranus
Lepturges serranus là một loài bọ cánh cứng trong họ Cerambycidae.